# Neivamyrmex megathrix
Neivamyrmex megathrix é uma espécie de formiga do gênero Neivamyrmex.